# Speleomantes
I geotritoni (Speleomantes Dubois, 1984) sono un genere di anfibi caudati della famiglia Plethodontidae.

## Distribuzione e habitat
Sono diffusi quasi esclusivamente in Italia, con una concentrazione di biodiversità in Sardegna ove sono presenti cinque diverse specie. L'unica specie presente fuori dall'Italia è Speleomantes strinatii che si spinge anche nell'estrema parte sud-orientale della Francia.
Al di fuori del suo areale naturale il genere è stato introdotto dall'uomo in diverse località europee, ove si è naturalizzato: in provincia di Siena, nel Carso Goriziano e nei Pirenei francesi.
I generi Speleomantes e Karsenia sono gli unici rappresentanti della famiglia Plethodontidae presenti sul continente euroasiatico, il resto della famiglia è esclusivo del Nuovo mondo.

## Descrizione
Non superano i 12–15 cm. La coda è lunga e schiacciata lateralmente. Hanno la testa grossa, appiattita e gli occhi sporgenti. La bocca è larga e la lingua è appiattita. Gli arti anteriori hanno quattro dita, mentre cinque le zampe posteriori. Le dita hanno una terminazione a ventosa per poter aderire sulle pareti lisce.
Hanno un dorso grigio maculato, mentre il ventre è biancastro.
Hanno una respirazione esclusivamente cutanea e bocco-faringea poiché privi di polmoni e branchie.
Predazione con estroflessione della lingua.

## Biologia
Vivono solitari eccetto durante i periodi di riproduzione.

Sono strettamente legati ad ambienti di tipo ipogeo (grotte e fessure). Escono dai nascondigli solamente di notte, di giorno solo in occasione di piogge.

### Alimentazione
Si nutrono di insetti ed altri invertebrati (aracnidi, ragni).

### Riproduzione
Possono riprodursi senza l'ausilio dell'acqua deponendo le uova singolarmente in sabbie umide all'interno di grotte. 
La riproduzione avviene nei periodi marzo – aprile e novembre - dicembre ed inizia con una complessa danza nuziale del maschio seguita dalla fecondazione interna. I piccoli si sviluppano senza metamorfosi.

## Tassonomia
Il genere comprende 8 specie, di cui 7 endemiche dell'Italia
Sono tutte specie che, in differente misura, figurano tra le specie considerate in pericolo di estinzione dalla International Union for Conservation of Nature (IUCN).
Il genere è considerato da alcuni non valido come tale, ma come sottogenere delle specie europee, per cui tutte le specie,  sarebbero ascrivibili al genere Hydromantes. 
Le specie Nordamericane invece apparterrebbero al sottogenere Hydromantes.
- Speleomantes ambrosii (Lanza, 1954), geotritone di Ambrosi, quasi a rischio circoscritto in zona molto delimitata (zona di Carrara)[3]
- Speleomantes flavus (Stefani, 1969), geotritone del Monte Albo, vulnerabile[4]
- Speleomantes genei (Temminck e Schlegel, 1838), geotritone di Gené o geotritone dell'Iglesiente, vulnerabile[5]
- Speleomantes imperialis (Stefani, 1969), geotritone imperiale, quasi a rischio[6]
- Speleomantes italicus (Dunn, 1923), geotritone italico, quasi a rischio[7]
- Speleomantes sarrabusensis (Lanza et al., 2001), geotritone imperiale del Sarrabus, vulnerabile[8]
- Speleomantes strinatii (Aellen, 1958), geotritone di Strinati, quasi a rischio[9]
- Speleomantes supramontis (Lanza, Nascetti et Bullini, 1986), geotritone del Supramonte, in pericolo[10]

## Galleria d'immagini

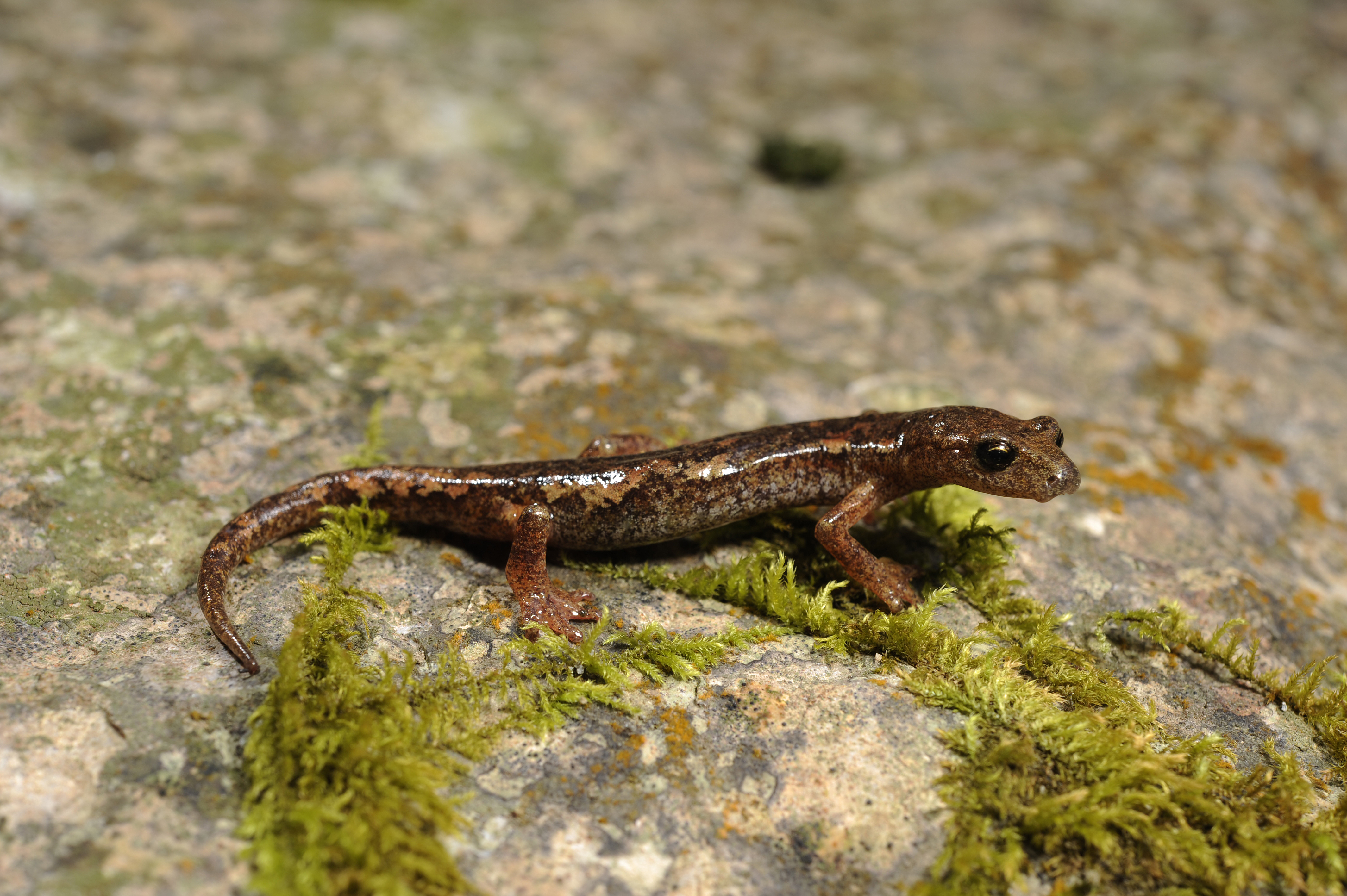
Speleomantes ambrosii
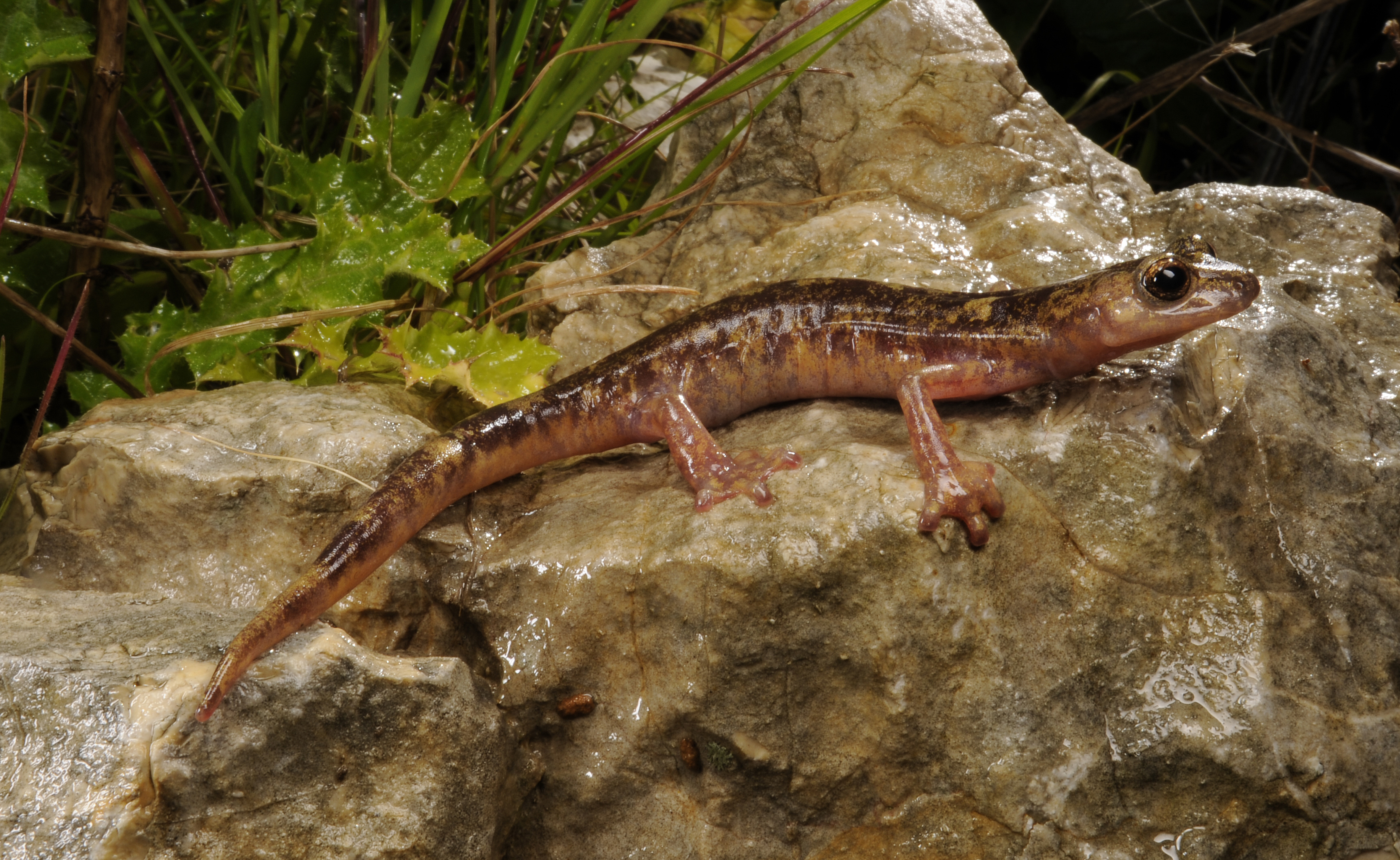
Speleomantes flavus
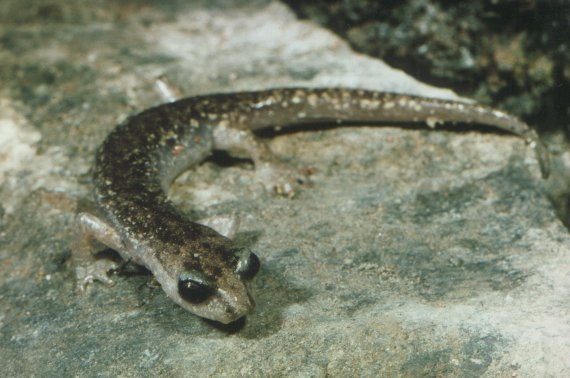
Speleomantes genei
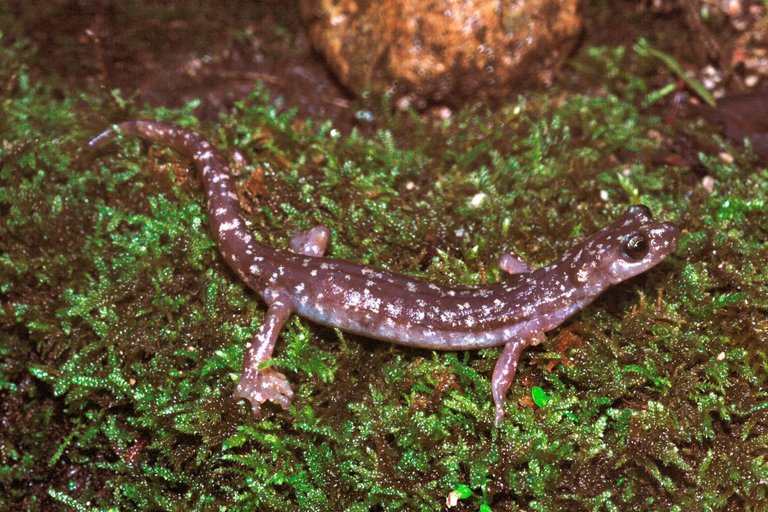
Speleomantes imperialis
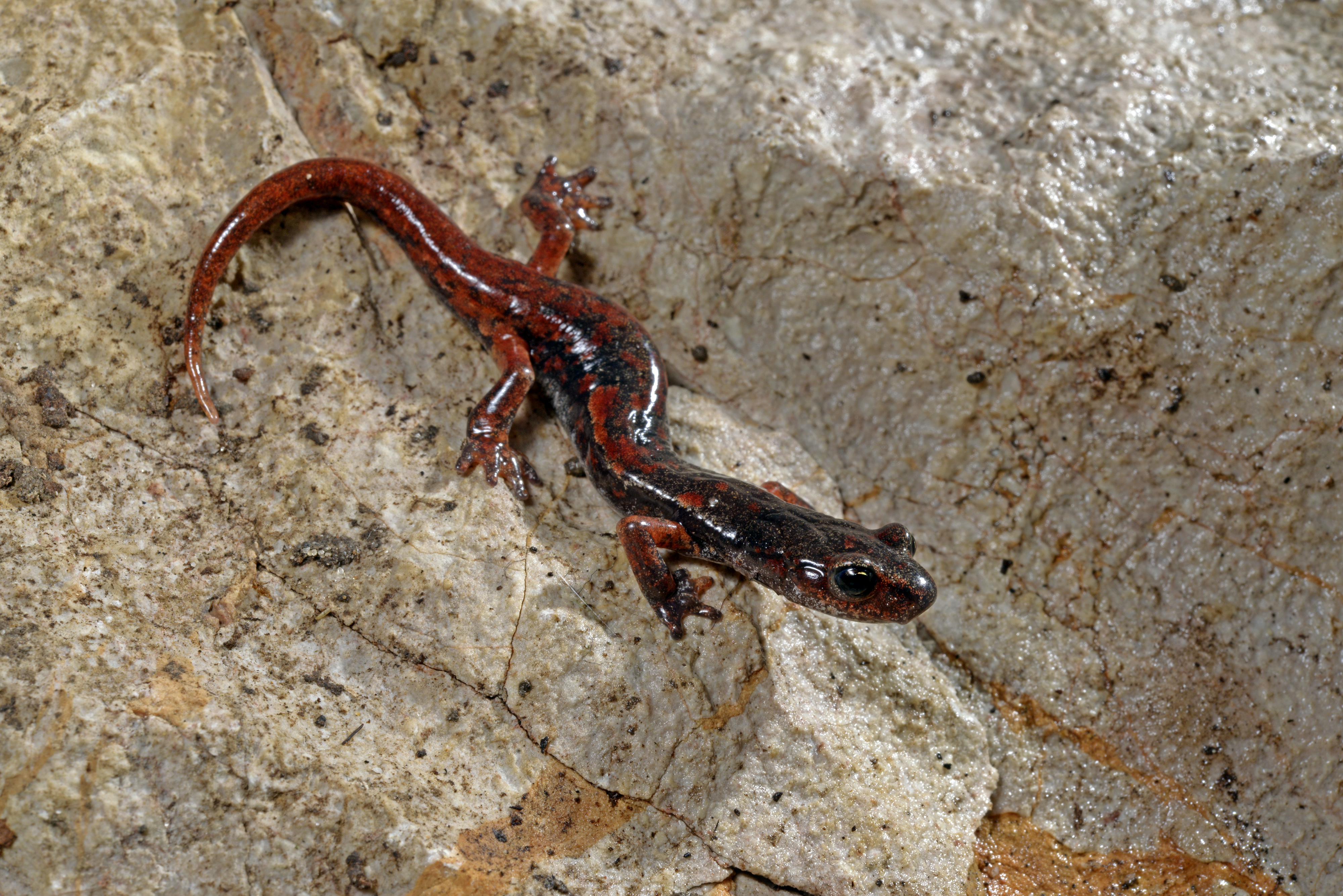
Speleomantes italicus
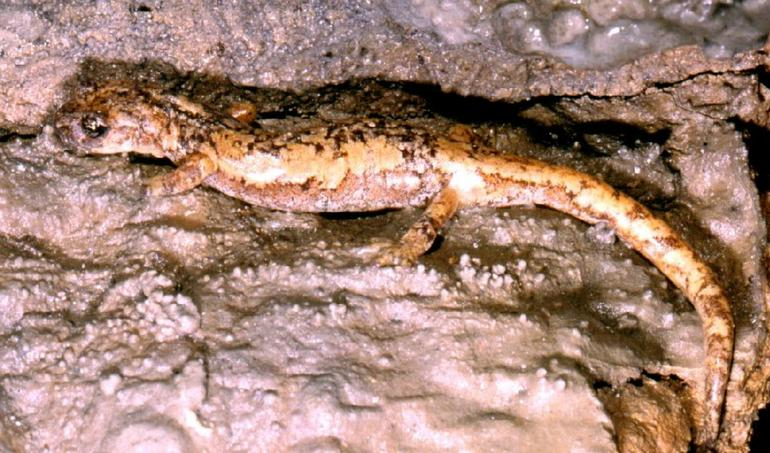
Speleomantes strinatii
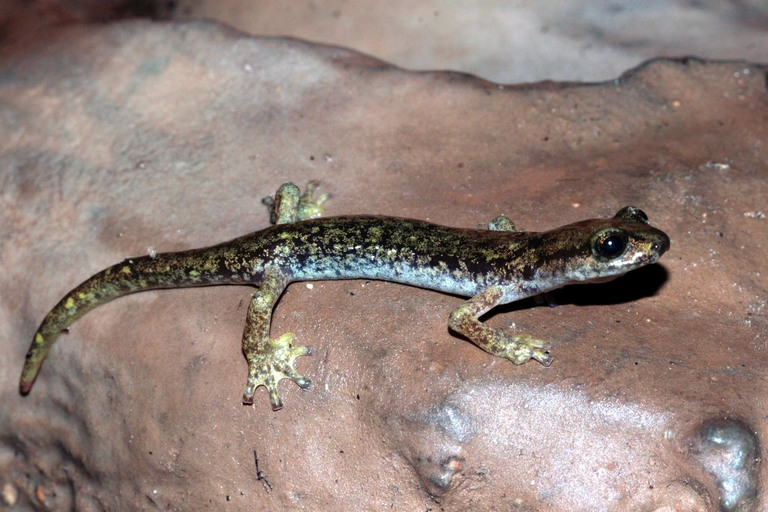
Speleomantes supramontis